# Campionat internacional d'esgrima de 1930
El Campionat internacional d'esgrima de 1930 fou la vuitena edició de la competició que en l'actualitat es coneix com a Campionat del Món d'esgrima. Es va disputar a Lieja.

## Resultats

### Resultats masculins
| Proves            | Or | Plata | Bronze' |
| Floret individual | Giulio Gaudini                                                                                               | Gustavo Marzi | Gioacchino Guaragna |
| Floret per equips | ItàliaGiulio Gaudini · Gioacchino Guaragna · Gustavo Marzi · Ugo Pignotti · Saverio Ragno · Rodolfo Terlizzi | França René Bougnol · Philippe Cattiau · Jacques Coutrot · Édouard Gardère · René Lemoine                             | Bèlgica Raymond Bru · Georges de Bourguignon · Max Janlet · Pierre Pêcher · Robert T'Sas · Édouard Yves                     |
| Sabre individual  | György Piller                                                                                                | Attila Petschauer | György Doros |
| Sabre per equips  | HongriaJános Garay · Gyula Glykais · Sándor Gombos · Attila Petschauer · György Piller · József Rády         | ItàliaRenato Anselmi · Arturo De Vecchi · Giulio Gaudini · Gustavo Marzi · Alfredo Pezzana · Emilio Salafia           | Polònia Kazimierz Laskowski · Leszek Lubicz-Nycz · Adam Papée · Władysław Segda · Kazimierz Szempliński · Tadeusz Friedrich |
| Espasa individual | Philippe Cattiau                                                                                             | Alfredo Pezzana | Andre Rossignol |
| Espasa per equips | Bèlgica Xavier de Beukelaer · Charles Debeur · Charles Delporte · Willy Osterrieth · Léon Tom                | Itàlia Carlo Agostoni · Giancarlo Cornaggia-Medici · Renzo Minoli · Saverio Ragno · Franco Riccardi · Alfredo Pezzana | França André Baur · Philippe Cattiau · André Labatut · Jean Lacroix · André Rossignol · Bernard Schmetz                     |

### Resultats femenins
| Proves            | Or           | Plata             | Bronze'           |
| Floret individual | Jenny Addams | Germana Schwaiger | Mary Ann Venables |

## Medaller
| Posició | País       | Or | Plata | Bronze | Total |
| 1       | Itàlia     | 2  | 5     | 1      | 8     |
| 2       | Hongria    | 2  | 1     | 1      | 4     |
| 3       | Bèlgica    | 2  | 0     | 1      | 3     |
| 4       | França     | 1  | 1     | 2      | 4     |
| 5       | Polònia    | 0  | 0     | 1      | 1     |
| -       | Regne Unit | 0  | 0     | 1      | 1     |
| TOTAL   | TOTAL      | 7  | 7     | 7      | 21    |